# Roy Edwards (Politiker)
Roy Harlie Edwards (* 27. Mai 1954 in Gillette; † 2. November 2020 in Casper) war ein US-amerikanischer Landmaschinenmechaniker und Politiker. Von Januar 2015 bis zu seinem Tod war er Abgeordneter im Repräsentantenhaus von Wyoming.

## Herkunft, Ausbildung, Privat- und Berufsleben
Er kam 1954 als Sohn von Darrell Edwards und Arlene Cosner in Gillette im US-Bundesstaat Wyoming zur Welt und hatte fünf Brüder sowie drei Schwestern. Edwards besuchte die Campbell County High School in seiner Heimatstadt und erwarb dort 1972 den Abschluss.
Ab 1973 arbeitete er für den Landtechnik-Dienstleister Farmer’s Coop; er reiste zu Landwirten, um mobile Landmaschinen zu warten und zu reparieren. Schließlich machte sich Edwards im Jahr 2008 mit der Edwards Tire Company LLC, einer Reifenwerkstatt vor allem für Ranching-Fahrzeuge, selbstständig.
Am 4. Dezember 1976 heiratete er Glenda Helene Staudinger. Das Paar lebte in Gillette und hatte mit Mitch, Mason und Muriah zwei Söhne und eine Tochter. Roy Edwards war tiefgläubig und Mitglied der unabhängigen Baptistengemeinde Central Baptist Church in Gillette, wo er zeitweise als Diakon wirkte. Er predigte auch im Altenheim Legacy Living & Rehabilitation Center in Gillette. Darüber hinaus engagierte er sich in der Missionsorganisation Bearing Precious Seed, die christliche Glaubenstexte druckt und Tonträger produziert. In diesem Zusammenhang unternahm er zwei Reisen nach Russland und eine in die Republik China, um dort Bibeln und Evangelien zu verteilen. Zu seinen wichtigsten Hobbys zählten Angeln und die Imkerei. Nachdem er am 23. Oktober 2020 mit Atemnot in das Wyoming Medical Center in Casper eingewiesen worden war und sich sein Gesundheitszustand in den folgenden Tagen rapide verschlechtert hatte, starb er am 2. November 2020 an COVID-19.

## Politik
Edwards gehörte zwölf Jahre lang dem City Council (Stadtrat) von Gillette sowie acht Jahre lang dem Board of Commissioners des Campbell County an.
Anfang Mai 2014 gab er seine republikanische Kandidatur für das Repräsentantenhaus von Wyoming im hauptsächlich Gillette abdeckenden Wahlkreis 53 bekannt. Bei der parteiinternen Primary am 19. August setzte er sich mit 55 % zu 45 % gegen Christopher Knapp durch und weniger als drei Monate später wurde er bei der Hauptwahl am 3. November ohne Gegenkandidat als Abgeordneter in das Repräsentantenhaus gewählt. Er trat das Amt im Rahmen der konstituierenden Sitzung am 5. Januar 2015 an. Sowohl am 8. November 2016 als auch am 6. November 2018 konnte er sein Mandat verteidigen – jeweils ohne Gegenkandidat in Primary und Hauptwahl. Im Vorfeld der Wahl 2020 forderte ihn der Republikaner Thomas Murphy um die Kandidatur heraus; Edwards entschied die Primary am 18. August mit 57,5 % zu 42 % für sich. Allerdings verstarb er einen Tag vor der am 3. November 2020 stattfindenden Hauptwahl.
Im Parlament vertrat Edwards wirtschaftsliberale Positionen. So sprach er sich beispielsweise entschieden gegen staatliche Subventionen für Unternehmensgründungen aus. Er missbilligte einen zu großen Einfluss der Bundesregierung auf die Bundesstaaten und befürwortete die Rückführung staatlicher Besitzungen in Wyoming unter bundesstaatliches Hoheitsrecht, um diese bergbaulich, touristisch und forstwirtschaftlich effektiver nutzen zu können. Ferner war er ein vehementer Verfechter des 2. Zusatzartikels zur Verfassung der Vereinigten Staaten, der den zivilen Waffenbesitz erlaubt. Im Verlauf des Jahres 2020 kritisierte Edwards die restriktiven Maßnahmen zur Eindämmung der COVID-19-Pandemie. Zwar leugnete er weder die Existenz der Krankheit noch die von ihr ausgehende Gefahr – er war jedoch der Meinung, dass die umfassenden Kontaktbeschränkungen und die Schließung zahlreicher Geschäfte unverhältnismäßig seien, die Pandemie politisiert werde und dies nach der Novemberwahl aufhören werde.
Roy Edwards gehörte im Repräsentantenhaus von Wyoming folgenden Ausschüssen an:
- Corporations, Elections and Political Subdivisions (2015–2020)
- Revenue (2015–2017)
- Transportation, Highways and Military Affairs (2017–2019)
- Travel, Recreation, Wildlife and Cultural Resources (2019–2020)